# Mariä Himmelfahrt (Obermässing)
Mariä Himmelfahrt ist eine Pfarrkirche im Dekanat Roth-Schwabach im Bistum Eichstätt. Sie liegt im Ortsteil Obermässing der Stadt Greding. Die Pfarrei Obermässing gehört zum Pfarrverband Greding.

## Geschichte
Von der von Bischof Otto (1182–1196) um 1190 geweihten romanischen Kirche der Herren von Mässingen, die vermutlich einen Vorgängerbau hatte, hat sich nichts erhalten. Um 1280 ließ Berthold von Mässingen eine neue, wehrhafte Kirche im frühgotischen Stil erbauen; die Grabplatte des 1285 Verstorbenen befindet sich in der Kirche. Das Schiff hat die Maße 19 × 9 Meter. Über eine Holzbrücke konnte man von der Kirche aus in das an der Westseite gelegene Kastengebäude gelangen. 1336 machte Heinrich von Wildenstein ein Legat zu einer neuen Glocke. Mit Übergang von Obermässing an den Deutschen Orden (1287) wurde die Pfarrkirche eine Deutschordenskirche, bis sie 1465 wieder die Kirche einer Säkularpfarrei wurde. 1680 entstand der zunächst für Berching bestimmte, 1684 von dort nach Obermässing verkaufte Hochaltar, vier Jahrzehnte jünger sind die beiden Seitenaltäre. 1689 wurden durch den in Obermässing ansässigen hochstiftischen Baumeister Johann Baptist Camesino Wandpfeiler eingezogen und der Innenraum mit seiner doppelten Westempore mittels einer Stichkappentonne gewölbt. 1696 fand die Konsekration der nunmehr barockisierten Kirche statt. Um 1700 wurde der an der Nordostecke des Schiffs stehende Kirchturm durch Camesino erhöht. Die Glockenstube führte er in Fachwerk-Bauweise aus, darauf kam eine Haube mit Laterne; die Wetterfahne zeigt die Jahreszahl 1701. 1724 stiftete Camesiono eine große Glocke. 1773 malte Johann Michael Wild das Deckengemälde. 1906 kam eine 11-Register-Orgel des Eichstätter Orgelbauers Joseph Franz Bittner in die Kirche.1931 wurde der Sakralbau außen und innen renoviert.
Josef Zottmann (1936–2018) war der letzte Pfarrer (1972–1992), der in Obermässing ansässig war. Danach wurde die Pfarrei aus Untermässing betreut und seit 2021 ist der Pfarrer in Greding ansässig.

## Glockenstube
1938 hingen vier Glocken im Turm, die 1645, 1774 und zwei davon 1923 gegossen wurden. Zehn Jahre später wurde ein neues Geläute von sieben Gussstahlglocken vom Bochumer Verein angeschafft. Alle mit der V12-Rippe. Im November 1948 wurden sie montiert. Hierbei handelt es um das größte und schwerste Gussstahlgeläut im Bistum Eichstätt. Die größte Glocke ist diejenige mit dem größten Umfang (Durchmesser 2140 mm), die zweitschwerste (etwa 4,4 t) und von der Tontiefe (B) die dritte im Bistum Eichstätt.
| Name                  | Schlagton | Gewicht     | Durchmesser | Gussjahr und Gießer                                 | Inschrift                                              |
| --------------------- | --------- | ----------- | ----------- | --------------------------------------------------- | ------------------------------------------------------ |
| Dreifaltigkeitsglocke | b0-5,5    | ca. 4400 kg | 2140 mm     | Bochumer Verein für Gussstahlfabrikation (BVG) 1948 | SANCTISSIMA TRINITAS A TE - IN TE - AD TE!             |
| Christusglocke        | des1-5    | ca. 2600 kg | 1790 mm     | Bochumer Verein für Gussstahlfabrikation (BVG) 1948 | REX GLORIAE CHRISTE PASCE REGE SANCTIFACA NOS          |
| Marienglocke          | es1-3     | ca. 1800 kg | 1610 mm     | Bochumer Verein für Gussstahlfabrikation (BVG) 1948 | MATER TER ADMIRABILIS O. P. N.                         |
| Josefsglocke          | f1-3      | ca. 1350 kg | 1450 mm     | Bochumer Verein für Gussstahlfabrikation (BVG) 1948 | ST. JOSEF BEHÜTE UNSERE PFADE ERFLEH UNS REICHE GNADE  |
| Sebastianglocke       | ges1+2    | ca. 1000 kg | 1360 mm     | Bochumer Verein für Gussstahlfabrikation (BVG) 1948 | ST. SEBASTIAN NIMM BEI GOTT DICH UNSER AN              |
| Johann-Baptist-Glocke | as1-3     | ca. 780 kg  | 1200 mm     | Bochumer Verein für Gussstahlfabrikation (BVG) 1948 | ST. JOHANNES BAPTISTA ECCE AGNUS DEI                   |
| Michaelsglocke        | b1        | ca. 520 kg  | 1070 mm     | Bochumer Verein für Gussstahlfabrikation (BVG) 1948 | SIGNIFER ST. MICHAEL REPRAESENTET EAS IN LUCEM SANCTAM |